# Без вини винуваті (фільм)
«Без вини винуваті» — російський двосерійний телевізійний фільм 2008, екранізація однойменної п'єси російського письменника Олександра Островського.

## Зміст
У глуху провінцію в рамках гастрольного туру приїжджає немолода зірка сцени. Це місто зберігає її таємницю. Багато років тому тоді ще зовсім юна дівчина поїхала без оглядки з розбитим серцем, залишивши свого маленького сина на піклування сторонніх людей. Героїня зустрічає місцевого актора-початківця, що володіє незвичайним талантом, і вирішує допомогти йому побудувати кар'єру, щоб якось компенсувати помилки своєї молодості.

## Ролі
| Актор             | Роль                                                 |
| ----------------- | ---------------------------------------------------- |
| Інна Чурикова     | Кручинина Олена Іванівна, відома актриса             |
| Іван Панфілов     | Григорій Незнамов                                    |
| Олег Янковський   | Григорій Львович Муров                               |
| Віктор Сухоруков  | Шмага                                                |
| Альберт Філозов   | Ніл Стратонич Дудукин, багатий пан                   |
| Дмитро Пєвцов     | Петя Миловзоров                                      |
| Амалія Мордвинова | Ніна Павлівна Коринкина                              |
| Марія Шукшина     | Таїса Ильинишна Шелавіна, дівиця, товарка Кручініної |
| Тамара Циганова   | Глаша                                                |
| Леонід Бронєвой   | Мендельсон                                           |

## Знімальна група
- Сценарист і режисер-постановник — Гліб Панфілов
- Оператор-постановник — Михайло Агранович
- Художник-постановник — Анатолій Панфілов
- Композитор — Вадим Біберган
- Продюсери — Максим Панфілов, Антон Златопольський

## DVD
- Фільм був випущений у скороченій версії на DVD, в яку не потрапили епізоди за участю Шукшиної і Бронєвого.